# 2020년 하계 올림픽 인도네시아 선수단
2020년 하계 올림픽 인도네시아 선수단은 2021년 일본 도쿄에서 열린 2020년 하계 올림픽에 참가한 올림픽 인도네시아 선수단이다.
인도네시아는 2020년 도쿄 하계 올림픽에 출전했다. 원래 2020년 7월 24일부터 8월 9일까지 개최될 예정이었던 올림픽은 코로나19 범유행으로 인해 2021년 7월 23일부터 8월 8일까지 일정이 변경되었다. 이는 인도네시아의 16번째 하계 올림픽 출전이었다.
이번 대회에 인도네시아는 28명의 선수를 파견했다. 2016년 하계 올림픽과 비슷한 합계이다. 남자 16명, 여자 12명이 8개 종목에 출전했다. 25명의 인도네시아 선수가 출전 자격을 얻었고, 수영 선수 2명과 여자 단거리 선수 1명이 와일드카드 참가를 통해 출전권을 획득했다. 이번 에디션에서 서핑은 개막식에서 사실상 국가의 기수가 된 리오 와이다에 의해 (새로운 스포츠로) 올림픽 데뷔를 했다.
인도네시아 선수 명단에는 7명의 올림픽 복귀 선수가 포함되어 있으며 그 중 3명은 세 번째 올림픽에 출전한다. 여자 복식 배드민턴의 배드민턴 셔틀 선수 그레이시아 폴리이, 남자 복식 배드민턴의 2008년 올림픽 금메달리스트 헨드라 세티아완과 그의 파트너인 모하마드 아샨, 올림픽 2회 우승자인 프라빈 혼합 복식 배드민턴의 조던, 역도에서 3차례 올림픽 동메달리스트 및 은메달리스트인 에코 율리 이라완, 역도에서 3차례 올림픽 데니, 양궁에서 2차례 올림픽 출전한 리아우 에가 아가타가 포함된다.
인도네시아는 메달 5개(금 1개, 은메달 1개, 동메달 3개)를 획득하며 도쿄를 떠났고, 이는 이전 올림픽보다 총 메달 집계가 향상되었다. 배드민턴 여자 복식에서 우승한 그레이시아 폴리(Greysia Polii)와 아프리야니 라하유(Apriyani Rahayu)는 인도네시아의 유일한 금메달리스트이다. 이들의 승리로 인도네시아는 중국에 이어 배드민턴 5개 종목 모두에서 올림픽에서 금메달을 획득한 두 번째 국가가 되었다. 33세 356일의 나이로 폴리이는 또한 올림픽 금메달을 딴 최고령 여성 배드민턴 선수가 되었다.

## 출전 선수
| 종목     | 남자 | 여자 | 전체 |
| -------- | ---- | ---- | ---- |
| 양궁     | 3    | 1    | 4    |
| 육상     | 1    | 1    | 2    |
| 배드민턴 | 7    | 4    | 11   |
| 조정     | 0    | 2    | 2    |
| 사격     | 0    | 1    | 1    |
| 서핑     | 1    | 0    | 1    |
| 수영     | 1    | 1    | 2    |
| 역도     | 3    | 2    | 5    |
| 전체     | 16   | 12   | 28   |

## 같이 보기
- 올림픽 인도네시아 선수단